# Ius connubii
El ius connubii es una expresión latina, derivada del Derecho romano, utilizada en Derecho para referirse al derecho que tienen las personas para contraer matrimonio válido. En la actualidad se considera un derecho universal, que depende básicamente del requisito de edad.
La Declaración Universal de Derechos Humanos señala que "Los hombres y las mujeres, a partir de la edad núbil, tienen derecho, sin restricción alguna por motivos de raza, nacionalidad o religión, a casarse y fundar una familia" La capacidad de las personas para contraer matrimonio varía con cada ordenamiento jurídico. Habitualmente, la normativa establece que las personas mayores de edad, pueden contraer matrimonio mediante la manifestación de su sola voluntad, mientras que los menores de edad, generalmente mayores de 14 o 15 años pueden contraerlo, previo consentimiento de sus padres, tutores legales o, incluso la justicia en subsidio.

## Regulación como derecho humano
El Pacto Internacional de Derechos Civiles y Políticos, en el artículo 23.2 dispone que "Se reconoce el derecho del hombre y de la mujer a contraer matrimonio y a fundar una familia si tienen edad para ello."
La Convención Americana sobre Derechos Humanos, recoge el ius connubii en su artículo 17.2, disponiendo que "Se reconoce el derecho del hombre y la mujer a contraer matrimonio y a fundar una familia si tienen la edad y las condiciones requeridas para ello por las leyes internas, en la medida en que éstas no afecten al principio de no discriminación establecido en esta Convención."
La Convención Europea de Derechos Humanos lo reconoce en su artículo 12: "A partir de la edad núbil, el hombre y la mujer tienen derecho a casarse y a fundar una familia según las leyes nacionales que rijan el ejercicio de este derecho".